# کارشناسی پزشکی و جراحی
کارشناسی پزشکی و کارشناسی جراحی یا MBBS درجاتی از پزشکی هستند که به دانش آموختگان این رشته‌ها در کشورهایی که از سنت آموزش انگلیس پیروی می‌کنند اعطا می‌شود. این دو مدرک جدا از هم هستند اما معمولاً یکی در نظر گرفته می‌شوند و با هم اعطا می‌شوند. در مقابل، کشورهایی که از روش آموزشی آمریکا پیروی می‌کنند، مدرک پزشکی را دکتری حرفه‌ای در نظر دارند.

## کشورها
این مدرک در حال حاضر در کشورهای پاکستان، استرالیا، اوکراین، بحرین، بنگلادش، باربادوس، بوتسوانا، جمهوری خلق چین، مصر، فیجی، غنا، گویان، هنگ کنگ، هند، اندونزی، عراق، جزیره ایرلند، جامائیکا، اردن، کنیا، کویت، لیبی، مالاوی، مالزی، موریس، مکزیک، میانمار، نپال، نیوزیلند، نیجریه، پاپوآ گینه نو، ساموآ، عربستان سعودی، سیرالئون، سنگاپور، آفریقای جنوبی، سری‌لانکا، سودان، تانزانیا، ترینیداد و توباگو، اوگاندا، امارات متحده عربی، بریتانیا، زامبیا، نامیبیا و زیمبابوه به دانش آموختگان اهدا می‌شود.